# Paeromopus cavicolens
Paeromopus cavicolens är en mångfotingart som beskrevs av Chamberlin 1949. Paeromopus cavicolens ingår i släktet Paeromopus och familjen Paeromopodidae. Inga underarter finns listade i Catalogue of Life.